# حمض اللبنيك

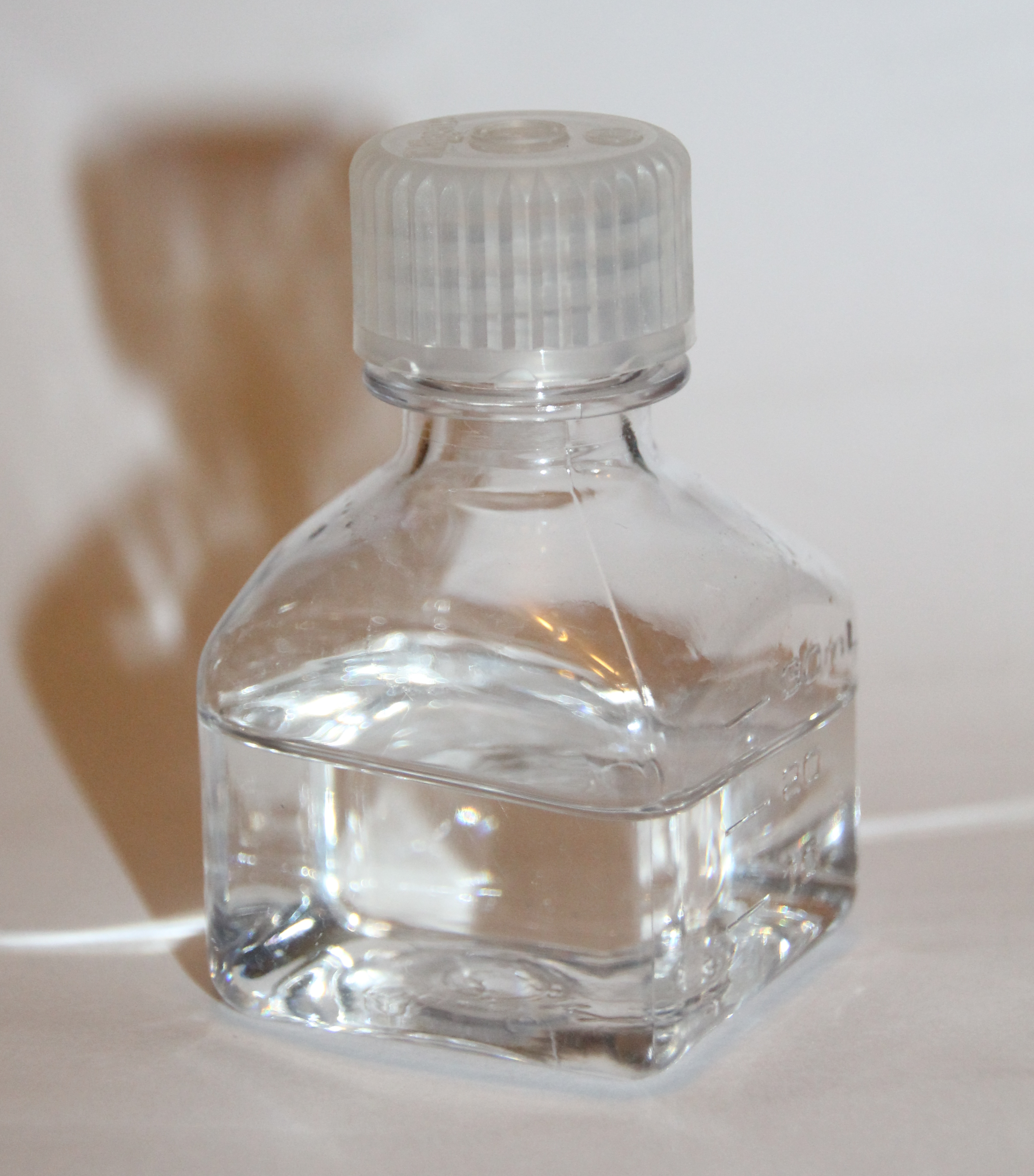
عينة من الحمض اللبني الراسيمي.

حمض اللاكتيك أو حمض اللبنيك أو حمض اللبن هو مركب حيوي  مهم يدخل في العديد من العمليات الكيميائية الحيوية، أثناء الأيض مثلا . وهو يصنف كيميائياً على أنه حمض كربوكسيلي له الصيغة C2H4OHCOOH. ينتج في العضلات عند الحركة، حيث تحرق الخلايا العضلية الجلوكوز .

## إنتاجه
ينتج حمض اللبنيك أساسا من العضلات والجلد وخلايا الدم الحمراء وخاصة في حالة عدم وجود الأكسجين. قياسه يسمح بتحديد حالة أكسدة الأنسجة والتوازن بين أيونات (الشحن موجبة(+) أو سالبة و(-)).
في عضلة الإنسان يتحول جزيء جلوكوز إلى 2 بيروفات مع تكوين 2 أدينوسين ثلاثي الفوسفات ATP (بطارية الخلية العضلية) [وهما  يختزنان في الخلية] ؛ ومن البيروفات إلى 2 جزيء حمض اللبنيك (أنظر الشكل أسفله ، يمين) . ويخرج جزئي حمض اللبنيك من الخلية إلى الدم ويذهب إلى الكبد. في الكبد يتحول جزئي حمض اللبنيك إلى جزئي بيروفات ( في الشكل ، يسار) وينتجا 6 ATP ( لكي يختزنوا  في الخلية كطاقة مخزونة) . ثم يكتمل أيض البيروفات في الكبد فينتج جزيء واحد من الجلوكوز ثانيًا. بعد ذلك يمكن للكبد أخراج جلوكوز (سكر) إلى الدم إذا كان هناك نقص في مستوى الجلوكوز.
أما في البكتيريا:  تنتجه البكتيريا المستنبتة في الحليب  فيسبب الطعم الحامض حين صناعة اليوغورت (اللبن الزبادي). وبجانب وجوده في الألبان (الحليب) يتواجد الحمض اللبني في عدد من الفواكه وفي بعض الخضروات ، وفي الخمر .

## البكتريا
هذه بعض البكتريا التي تستعمل سكر اللاكتوز(سكر الحليب) Bacillus acidilacti وLactobacillus delbueckii وL. bulgaricuswhey، حيث ينتج حمض اللبنيك عن التخمر بواسطة بكتريا حمض اللبن في غياب الاوكسجين.

## المجهود العضلي والتخمر اللبني

دورة حمض اللبنيك (يلاحظ أنها تتم في غياب الأكسجين)

في خلايا الثديات يتشكل حمض اللبنيك نتيجة عملية تحلل السكر في الخلية،
- في غياب الأوكسجين  والتي تتم على الشكل التالي:

D-Glucose-->(Glycolysis)--> 2 Pyruvic acid-->(Lactate dehydrogenase LDH)--> 2 Lactic acid
أي:
الجلوكوز --> تحلل الجلوكوز في ستوبلازم الخلية --> حمض البيروفيك
- في غياب الأوكسجين:تتم عملية تخمر حمض البروفيك لإنتاج الحمض اللبني. حيث يتكاثر في ستوبلازم الخلية وبعد ذلك يمر عبر غشاء الخلية ليخرج إلى الدم.
- في وجود الأوكسجين : يدخل حمض البيروفيك إلى الميتكوندريا حيث تتم أكسدته بواسطة دورة كريبس krebs cycle (تسمى أيضا دورة السترات) لينتج طاقة تختزن في الإنزيمات  NADH و FADH (وهما لازمين لإنتاج أكبر طاقة تختزن في صورة ATP في الخلية) ،وتكون النواتج الأخيرة بمساعدة الأكسجين (من التنفس)  هي الماء وثاني أكسيد الكربون ، اللذان يطردان من الجسم مع الزفير.

أثناء الرياضة يرتفع تركيز حمض اللبنيك في الدم لعدة أضعاف نتيجة تسارع عملية تحلل السكر.
ومن الدم يمر الحمض اللبني إلى الكبد ،حيث يتم تدورير الحمض اللبني إلى حمض البروفيك، وخلال مدة ساعة من الزمن سيختفي الحمض اللبني من الدم  وقبل الإعياء من شدة المجهود العضلي . (وهذا يعني ان حمض اللبنيك ليس هو المسؤول عن التقلص العضلي الذي قد يحدث بسبب شدة التمرين الرياضي - إذ يعود التقلص العضلي إلى بعض التمزقات تحدث في بعض العضلات ؛  وهذه التمزقات تأخذ عدة أيام حتى تستعيد العضلات تشكيل نفسها ويزول ألم تقلص العضلات.)

## لمحة تاريخية
اعتقد خطأً في البداية أنه أحد فضلات عملية تحلل السكر حيث وجهت اليه التهم انه سبب تعب وتقلص العضلات. لكن الأبحاث أظهرت أنه أحد أهم المركبات الحيوية الناتجة من تحلل السكر والذي بدوره يدخل إلى الميتوكوندريا حيث تتم أكسدته بواسطة دورة كريبس krebs cycle وإنتاج مركب الطاقة  ATP ( الذي يعتبر "بطارية الخلية") .

## الاستخدام الصيدلاني
عامل محمض للأطعمة والشرابات ومستحضرات التجميل والأشكال الصيدلانية الأخرى. يُستخدم في المستحضرات الصيدلانية والتجميلية خاصة لخواصه المطرية والمحسنة للجلد.
من الاستخدامات الأخرى لحمض اللبنيك:
- كمادة حافظة في الأغذية.
- في الأشكال الحقنية والمضغوطات كمصدر للبيكربونات لعلاج القلاء الاستقلائي.
- كقاتل للنطاف.
- في التحاميل المهبلية لعلاج داء المبيضات leucorrhea.
- في أغذية الأطفال Infomt feeds.
- لعلاج الثآليل في الأشكال الموضعية التطبيق.

### التأثير على صحة الجسم
ينتج حمض اللبن في الجسم بكميات متوقعة (سابقاً) كناتج نهائي للاستقلاب اللاهوائي للكربوهيدرات والتي تسبب الألم عندما تكون بشكل مركز ويمكن أن نعتبره غير سام بالتراكيز التي تستعمل فيها كسواغ. وعلى سبيل المثال إن محلولاً منه بتركيز 1% غير مؤلم عند تطبيقه على الجلد.

### سلامة الاستعمال
تختلف الاحتياطات المتبعة أثناء التعامل مع المادة باختلاف التراكيز والظروف المحيطة. يمكن أن يسبب خروماً جلدية وعينية، وكما أنه يسبب الألم عند بلعه أو استنشاقه أو امتصاصه عبر الجلد، ونحتاج لدى استعماله لواقيات الأعين والقفازات المطاطية والساحبات.
يُنصح بالتعامل معه في غطاء من اللهب الكيميائي لتجنب التعرض المديد والمتكرر له وعند التعرض لبلع كمية منه ينبغي التمديد بكميات وافرة من الماء.
وفي حال التعرض للاستنشاق المفرط للمادة يجب نقل المصاب لبيئة جيدة التهوية تحت الحماية الطبية.
لا ينتج حمض اللبن أي انفجارات أو حرائق خطرة ولكنه يدفع بأدخنة ولهب لاذعين.

### التنافرات
يتنافر حمض اللاكتيك مع المؤكسدات والألبومين، كما أنه يتفاعل بشدة مع حمض النتريك ومع حمض هيدروفلوريك.

## نظرية نقل حمض اللبني بين الخلايا
أثناء الرياضة يرتفع تركيز حمض اللبني في الدم لعدة أضعاف نتيجة تسارع عملية تحلل السكر، والتي تكون أسرع من قدرة الخلايا على أكسدته (بسبب نقص الأكسجين) ومن هنا نشأت نظرية نقل حمض اللبني بين الخلايا The Cell- Cell Lactate Shuttle
وهي كالتالي: في أنسجة العضلات وخلال الرياضة العنيفة المستمرة، حمض اللبن الذي ينتج في مواقع معينة مثل ألياف العضلات من نوع FG fiber (والتي هي ألياف تحتوي على عدد قليل من الميتوكوندريا) ينقل إلى الألياف من نوع SO fiber (والتي هي ألياف تحتوي على عدد كبير من الميتوكوندريا [الميتوكوندريا هي التي تمد العضلة بالطاقة لكي تقوم بالحركة] ) مباشرة ، أو يمكن أن ينتقل إلى الدم الوريدي ثم ينتقل إلى الألياف من نوع SO fiber ويتم إزالته بالتدليك أو المساج للعضلات.

## اقرأ أيضاً
- دورة حمض اللبنيك
- عتبة اللاكتات
- بيروفات
- اتاحة الطاقة
- لاكتات